# José Vidal-Beneyto
José Vidal Beneyto (Carcaixent, 26 juin 1927 - Paris, 16 mars 2010) est un philosophe, sociologue et politologue espagnol contemporain.

## Biographie
José Vidal Beneyto fait des études de philosophie et de lettres, sciences politiques, droit et sociologie à l’université de Valence puis à l’université complutense de Madrid et complète ses études à La Sorbonne et à l’université de Heidelberg.
Ce fut un actif opposant au franquisme, en prenant part au Rassemblement démocratique et était appelé Contubernio de Munich.
Il est professeur de sociologie à l'université complutense de Madrid, directeur du Collège des hautes études européennes Miguel Servet de Paris et docteur, depuis 2006, de l'université de Valence. En outre, il prend part à des multitudes de programmes et projets internationaux, spécialement ceux en rapport avec la communication dans sa relation avec la culture, l'intégration et la globalisation. Entre eux, il souligne sa condition de secrétaire général de l’Agence européenne pour la culture et le Conseil méditerranéen de la culture, deux sous-divisions de l'UNESCO. Il travaille aussi en collaboration avec le Conseil de l'Europe, et est en outre conseiller consultatif des ministères espagnols de l'Éducation, et des Affaires étrangères.
Il participe à la fondation du quotidien El Pais, dans lequel il écrit. Il est membre de l’Académie européenne des arts, des sciences et des lettres.
En 2015, il reçoit à titre posthume la Médaille d'or du mérite des beaux-arts, décernée par le Ministère de l'Éducation, de la Culture et des Sports.

## Œuvres
- Les Sciences de la communication dans les universités espagnoles, (1973)
- Alternatives populaires à la communication de masses, (1981).
- El Pais ou la référence dominante  (en collaboration avec G. Imbert), (1986).
- Les Industries de la langue, (1991).
- Journal d'une occasion perdue, (1991).
- La Méditerranée : modernité plurielle, (2000).
- Fenêtre globale : cyberespace, sphère publique mondiale et univers médiatique, (2002).
- Vers une société civile globale, (2003).
- Pouvoir global et citoyenneté mondiale, (2004).
- Droits humains et diversité culturelle, (2006).